# Drake (musiker)
 For alternative betydninger, se Drake. (Se også artikler, som begynder med Drake)
Aubrey Drake Graham (født 24. oktober 1986 i Toronto, Canada), bedre kendt som Drake eller Drizzy Drake, er en canadisk rapper, sanger, skuespiller, og producer
Drake udsendte sit første mixtape i 2006 og har siden sendt et mixtape på gaden om året. Det seneste udspil, "So Far Gone", har for alvor fået de tunge drenge inden for hiphoppen op af stolen, og navne som Ye (tidligere Kanye West) og Lil Wayne hører til dem, der har bakket Drake op på pladen. Af andre navne kan nævnes Swizz Beatz, Timbaland, Trey Songz, T.I. og Rick Ross.
Han har skrevet flere sange til Rita Ora, og lavet flere collaborations med store navne som Rihanna og Nicki Minaj.
I juni 2009 fik Drake en pladekontrakt med Lil Waynes selskab Young Money, der er et underlabel til Universal Music.
De fleste af Drakes projekter kan kategoriseres som albums, da de kun er tilgængelige på iTunes og diverse udvalgte streaming tjenester - heriblandt også Spotify hvor han ligger nr. 8. Efter udgivelsen af albummet Scorpion i 2018 slog Drake samtlige rekorder. Hans album blev streamet 1 milliard gange i løbet af den første uge, det første nogensinde der når den succes. In my feelings holdt øverste plads på Billboard Hot top 100 i 10 uger i træk, hvoraf Drake også slog rekorden for at være den artist, der har været længst på toppen af Billboard Hot top 100 i løbet af et år, med samlet 29 uger, hvor han slog Ushers daværende rekord fra 2004 på 28 uger. Derudover slog han en 54 år gammel rekord fra 1964, begået af Beatles, hvor han landende 7 samtidige singler på top 10 af Billboard Hot top 100.
Buzzen omkring den canadiske rapper tiltog specielt efter han sendte den Kanye West-instruerede video til singlen "Best I Ever Had" på gaden.
Aubrey Drake Graham har også en fortid som skuespiller i tv-serien "Degrassi:The Next Generation".
Aubrey ses af mange som en rapper, men hans mange stil skifte og udefinerede genre indflydelse fra diverse kunstnere han samarbejder med, og derfor ikke har sin egen stil gør samtidig ar der er en del der ikke ser ham som en "rigtig rapper", dette koblet med at han ikke selv skriver sine tekster, og at Aubrey ikke kommer fra bandemiljøet, men voksede op i et middelklassekvarter.
Aubrey har i flere år haft drama med Ye (tidligere Kanye West) og har blandt andet lavet snu fornærmelser på Ye i sangen "Laugh Now Cry Later". Men de har senere d. 17. november 2021, lavet fred for at afholde en "Free Larry Hoover" koncert. Deres fred blev afsløret på instagram, og Ye lavede senere et gospel cover af Aubreys sang "God's Plan" ved hans "Sunday Service".
D. 22 marts 2024 udkom Metro Boomin og Futures samarbejdsalbum "WE DON'T TRUST YOU", hvorpå sangen "Like That" indeholdt et vers fra rapperen Kendrick Lamar. Her lavede her en rekation på Drakes sang "First Person Shooter", hvor J. Cole sammenligner sig selv, Drake og Kendrick Lamar ved at kalde dem "The Big Three", altså de tre største i rapscenen på det tidspunkt. Kendrick Lamar sang så på "Like That", at han var den absolut bedste, og at de andre ikke var i hans liga overhoved.
 Der er for få eller ingen kildehenvisninger i teksten herunder, hvilket er et problem. Du kan hjælpe ved at angive troværdige kilder til de påstande, som fremføres.

Den 19. april 2024 svarer Drake på dette slag fra Kendrick med sangen "Push Ups", hvor Drake udstiller Kendricks skostørrelse og højde, som begge er under gennemsnittet. Singlens cover er endda et billede af hans skostørrelse, som kan ses til højre.
Den 24 april 2024 skyder Drake endnu et disstrack ud med sangen "Taylor Made Freestyle", hvor han brugte kunstig intelligens til at lave falske sangstemmer fra Tupac og Snoop Dogg, to rappere som har været meget indflydelsesrige for Kendrick Lamar, og brugte deres stemmer til at disse ham. Dog tvang den såkaldte "Tupac Estate", som har rettighederne til Tupacs musik, at Drake skulle pille sangen ned fra streamingtjenester.
Den 30 april 2024 skyder Kendrick Lamar tilbage med sangen "Euphoria", hvor Kendrick på 6 minutter laver et grufuldt disstrack, som på det tidspunkt blev set som det bedste musik der var kommet ud af dramaen indtil da.
Den 3 maj 2024 laver Kendrick desuden endnu et disstrack, som ikke endte på streamingtjenester, kaldet "6:16 in LA", hvor Kendrick går mere efter Drakes musikpartnere i hans musikselskab OVO Sound. Selv samme dag, kun 14 timer efter, udgiver Drake sit modsvar til "Euphoria" og "6:16 in LA" med sangen "Family Matters", hvor han prøver at ramme alle de steder som gør ondt på Kendrick Lamar - især hans familie, som Kendrick holder meget privat.
Den 4 maj 2024 udgiver Kendrick sangen "Meet the Grahams", hvorpå han siger at Drake gemmer en datter fra verdenen, da han ikke gider at tage ansvar for hende. De forskellige vers i sangen skrives til Drakes familiemedlemmer, om hvor slemt et menneske Drake er. Denne sang bliver nærmest historisk for Hiphop, da rap drama ikke har været så intenst i mange år.
Samme dag udgiver Kendrick sangen "Not Like Us" hvor han kalder Drake og hans musikpartnere fra OVO Sound pædofiler. Denne sang bliver et kæmpe hit, og var en af de største sange i sommeren 2024. Den rammer også nr. 1 på Billboard Hot 100 d.13. maj 2024. Sangen er mere catchy end de andre sange, og bliver det største hit iblandt dem alle udgivet fra dramaet.
Den 5 maj 2024 udgiver Drake et sidste forsøg på at afværge de mange påstande om pædofili og gemte børn, i sangen "The Heart Pt. 6". Desuden fortæller han også, at en af Kendricks gode venner fra hans musikselskab, Dave Free, har haft en affære med Kendricks kone. Dog ender Kendrick aldrig med at svare på dette, da både han og omverdenen var enige om at han havde vundet kampen. Dog var der stadig tætte fans af Drake, som mener at Kendrick Lamar skulle have svaret på sangen.

## Studiealbums
- Thank Me Later (2010)
- Take Care (2011)
- Nothing Was The Same (2013)
- Views (2016)
- More Life (2017)
- Scorpion (2018)
- Certified Lover Boy (2021)
- Honestly, Nevermind (2022)
- Her Loss (2022) [Sammenarbejde med 21 Savage]
- For All the Dogs (2023)
- $ome $exy $ongs For You ($$$4U) [Sammearbejde med PartyNextDoor]

## Mixtapes & EP'er
- Room For Improvement (2006)
- Comeback Season (2007)
- So Far Gone (2009)
- If You're Reading This It's Too Late (2015)
- What a Time To Be Alive (med Future) (2015)
- Scary Hours (2018)
- The Best in the World Pack (2019)
- Dark Lane Demo Tapes (2020)
- Scary Hours 2 (2021)
- 100 Gigs (2024)